# Leokadia Penners
Leokadia Wiśniewska, primo voto Wiśniewska-Penners, secundo voto Schmits (ur. 10 kwietnia 1921, zm. 2 października 2009 w Mönchengladbach) – polska lekkoatletka, dwunastokrotna mistrzyni Polski.

## Życiorys
Była wychowanką Pomorzanina Toruń, gdzie startowała przed wojną oraz w pierwszych latach powojennych. Następnie reprezentowała barwy Bałtyku Gdynia, GKS Grudziądz, Gedanii Gdańsk i Spójni Gdańsk.
Z pierwszego małżeństwa miała córkę Elisabet i syna Huberta. Urodzone prawdopodobnie odpowiednio w 1942 i 1944
Latem 1946 roku została zawieszona ponieważ zarzucono jej poślubienie niemieckiego żołnierza narodowości holenderskiej.
Chociaż po wojnie występowała w klubach gdańskich, to po zakończeniu kariery wróciła do Torunia.
Uprawiała wiele konkurencji lekkoatletycznych, ale największe sukcesy odniosła w skoku w wzwyż oraz w biegach sztafetowych i przez płotki. Na mistrzostwach Polski seniorów na otwartym stadionie zdobyła łącznie 14 medali, w tym 9 złotych, cztery srebrne i jeden brązowy:
- Tytuły mistrzowskie:
- skok wzwyż – 5 razy (1938, 1939, 1946, 1947, 1948)
- bieg na 80 m przez płotki  – 1939
- sztafeta 4 × 100 m – 1939
- sztafeta 4 × 200 m – 1939
- sztafeta 100+100+200+500 m – 1947
- Tytuły wicemistrzowskie
- bieg na 80 m przez płotki  – 2 razy (1948, 1949)
- sztafeta 4 × 100 m – 1948
- sztafeta 200+100+80+60 m  – 1947
- Brązowy medal
- sztafeta 4 × 100 m – 1937

Na zimowych mistrzostwach Polski zdobyła sześć medali, w tym trzy złote, jeden srebrny i dwa brązowe (w 1948 złoto w biegu na 50 m ppł, skoku wzwyż i sztafecie 4 x 50 m, w 1950 srebro w skosu wzwyż, brąz w biegu na 50 m ppł i w sztafecie 4 x 50 m.
W 1939 czterokrotnie sztafeta z jej udziałem poprawiała klubowy rekord Polski:
- w konkurencji 4 x 100 m - pierwszy raz 15 lipca wynikiem 52,6 sek., a drugi raz dzień później wynikiem 52,2 sek[3]. Ten drugi wynik powtórzyła dwa tygodnie później na innych zawodach[3].
- w konkurencji 4 x 200 m - 1:51,8 (30 lipca) i 1:51,1 (20 sierpnia)[3].

## Rekordy życiowe
- skok wzwyż – 1,425 (1947)
- bieg na 80 m przez płotki – 13,5 (1948)
- bieg na 100 m – 13,4 (1948)[8][9]